# Elena Leonardi
Elena Leonardi (Recanati, 3 maggio 1975) è una politica italiana.

## Biografia
Nata a Recanati, è residente a Porto Recanati.
Dopo la maturità classica nel 1994, si iscrive al corso di laurea in Scienze Politiche presso l'Università degli Studi di Macerata, ma interrompe gli studi nel 1999 per dedicarsi alla gestione dell'hotel di proprietà della famiglia a seguito del decesso del padre.
In seguito, ha svolto la professione di impiegata amministrativa e di assistente in uno studio legale.

## Attività politica
Figlia del segretario del Movimento Sociale Italiano di Porto Recanati, nel 2006 è nominata assessore ai Lavori pubblici e alla Protezione Civile del suo comune di residenza nella giunta di centrodestra presieduta da Glauco Fabbracci.
Alle elezioni comunali del 2009 è eletta consigliere comunale di Porto Recanati con 93 preferenze per la lista civica di centrodestra Nuovi Orizzonti per Porto Recanati ed è nominata assessore con deleghe a Sicurezza, Polizia Municipale, Protezione Civile e Servizi demografici nella giunta di centrodestra presieduta da Rosalba Ubaldi. 
A dicembre 2012 aderisce alla fondazione di Fratelli d'Italia.
Alle elezioni comunali del 2014 è rieletta consigliere comunale di Porto Recanati per la lista civica di centrodestra Grande Futuro per Porto Recanati, ottenendo 242 preferenze.
Alle elezioni regionali nelle Marche del 2015 è eletta consigliere regionale di Fratelli d'Italia per la provincia di Macerata con 958 preferenze.
Alle elezioni comunali del 2016 è candidata a sindaco di Porto Recanati per Fratelli d'Italia e Lega Nord, ma ottiene l'8,59% e non riesce né ad accedere al ballottaggio né ad accedere al Consiglio comunale.
Alle elezioni politiche del 2018 è candidata al Senato della Repubblica nel collegio plurinominale Marche - 01 in seconda posizione nelle liste di Fratelli d'Italia, ma non è eletta.
Nel maggio 2022 è nominata coordinatrice regionale di Fratelli d'Italia per le Marche.
Alle elezioni politiche del 2022 viene eletta al Senato nel collegio uninominale Marche - 01 (Ascoli Piceno) per la coalizione di centrodestra (in quota Fratelli d'Italia), ottenendo il 49,03% e superando Mirella Gattari del centrosinistra (22,57%) e Roberto Cataldi del Movimento 5 Stelle (13,95%).